# Verzamelalbum
Een verzamelalbum of compilatiealbum is een verzameling hits of thematisch gerangschikte nummers van een of meer artiesten. In de hitparades staat in het laatste geval als aanduiding "diverse artiesten" bij de uitvoerenden genoemd.
Bekende aanleidingen voor het samenstellen van verzamelalbums zijn;
- bundeling van het repertoire van een gevierde artiest die overleden is, opnieuw populair wordt, een ander genre gaat vertolken of in een andere hoedanigheid gaat spelen,
- een eindejaarslijst (Top 100),
- seizoensfactoren (zomer- of kersthits),
- ter begeleiding van een actie voor het goede doel,
- ter introductie van een nieuw genre,
- ter promotie van de bands en artiesten die aangesloten zijn bij een platenlabel.

Een verzamelalbum van een groep of soloartiest waarop meerdere reeds verschenen nummers staan, wordt een Greatest Hits-, Grootste Hits- of Best Of-album (een album met muzikale hoogtepunten) genoemd. Een Greatest Hits-album wordt meestal uitgebracht door een artiest die al wat langer bekend is. Een reden voor het uitbrengen van een dergelijk album kan een contractuele verplichting zijn; artiesten die willen overstappen naar een ander platenlabel, maar nog een of meer albums moeten uitbrengen, brengen vaak een verzamelalbum uit om het afwikkelingsproces te versnellen.
Er zijn echter ook bands die weigeren een verzamelalbum uit te brengen. Zij vinden het onnodig een album uit te brengen waarop slechts oude nummers staan.

## Typen verzamelalbums
- Greatest Hits- of Best Of-albums (één artiest), waarop de bekendste en populairste nummers van een artiest staan. Als een artiest of groep nog steeds actief is, gebeurt het vaak dat er enkele nog niet uitgekomen nummers op staan, zodat fans een reden hebben het album te kopen als ze het andere materiaal van het verzamelalbum al hebben, en als materiaal voor een single om het album te promoten.
- Andere verzamelalbums (één artiest), zoals zeldzame nummers of verzamelingen van B-kant-nummers, albums die bestaan uit radiofragmenten, of collecties die verschillende platen bundelen, zoals meerdere demo's en ep's op één cd. Deze zijn over het algemeen gericht op de fans van de artiest en hebben weinig kans op mainstreamsucces.
- Verzamelalbums met een thema (diverse artiesten), bijvoorbeeld liefdesliedjes, kerstliedjes, Nederlandstalige nummers, nummers met een bepaald instrument prominent aanwezig (zoals een saxofoon of piano), en nog veel meer variaties.
Voorbeelden:
  - Nieuw Nederlands Peil
  - Now That's What I Call Christmas!
- Verzamelalbums van een bepaald genre (diverse artiesten), bijvoorbeeld jazz of rock-ballads. Deze kunnen uit een bepaalde tijdsperiode komen (zoals een jaar of decennium) of eenzelfde thema hebben, zoals een soundtrack.
Voorbeelden:
  - Knuffelrock
  - Dancesmash
- Hit-verzamelalbums (diverse artiesten). Dit is sinds begin jaren zeventig een succesvol deel van de muziekmarkt. Recente singles worden op één cd gebundeld. In de jaren zeventig waren dit vaak vinylelpees met tien nummers aan elke kant, en lage geluidskwaliteit. In de jaren tachtig werd een dubbelalbum met zeven of acht nummers aan elke kant de norm. Nu cd's de dominante muziekdrager zijn, worden deze verzamelalbums meestal uitgebracht op één cd met een duur van meer dan 70 minuten.
Voorbeelden:
  - Hitzone
  - De Apres Skihut
  - Now This Is Music
- Samplers bevatten nummers van bands en artiesten die bij een platenlabel zijn aangesloten en dienen ter promotie van de catalogus van het label. Ze worden vaak tegen gereduceerd tarief verkocht.

## Gespecialiseerde platenlabels
Sommige platenlabels specialiseren zich in het uitbrengen van verzamelalbums:
- K-Tel
- Arcade
- Chiswick